# The One (Foo Fighters)
The One is een single van de Foo Fighters uit 2002. Het werd opgenomen voor de soundtrack van de film Orange County en is ook de B-kant van de opvolgende single All My Life. De eigen B-kant is Win or Lose
De videoclip, geregisseerd door Jesse Peretz, is afgeleid van de film (zoals ook het hoesontwerp van Fame is afgeleid). De vier bandleden volgen verschillende cursussen aan de kleinkunstacademie; acteren (zanger/gitarist Dave Grohl), mime (bassist Nate Mendel), viool (drummer Taylor Hawkins) en ballet (gitarist Chris Shiflett). Grohl is verliefd op een klasgenote die hem niet ziet staan; zijn vergeefse pogingen om haar aandacht te trekken leiden er alleen maar toe dat hij aan het eind van de clip in tranen uitbarst.
Het oorspronkelijke refrein is "You're not the one, but you're the only one who can make me feel like this / You're not the one, but you're the only one who can make me feel like shit". Op verzoek van MTV werd het laatste gedeelte vervangen door een herhaling van het eerste. Ook werd er voor deze zender een programma gemaakt over de opnamen van de clip.